# کایوندو
کایوندو (به لاتین: Caiundo) یک منطقهٔ مسکونی در آنگولا است که در استان کواندو کوبانگو واقع شده‌است.